# Richard Gillar

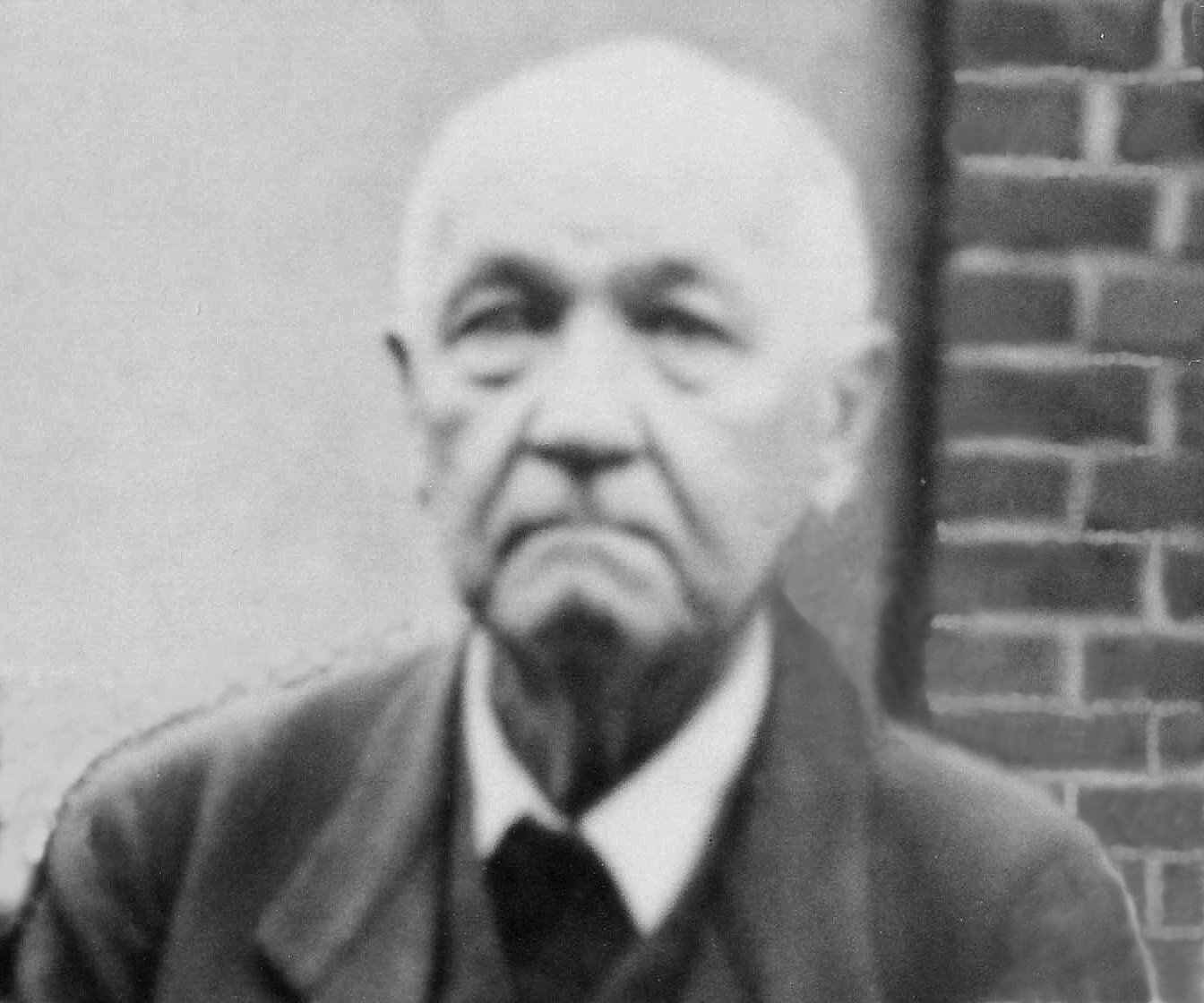
Chorrektor und Organist, Beuthen

Richard Gillar (* 28. März 1855 in Hultschin; † 20. Januar 1939 ebenda) war ein schlesischer Organist und Autor. Er gab 1895 als Chorrektor und Organist an der Marienkirche in Beuthen (Oberschlesien) ein Gesangbuch für die polnische Bevölkerung und ein zugehöriges Choralbuch heraus.

## Leben
Richard Gillar wurde als Sohn des Franz Paul Gillar (* 9. April 1810; † 8. August 1893) und der Anna Marianne Kalischek (* 24. Februar 1817; † 27. Oktober 1905) im Jahre 1855 in Hultschin geboren. Die Stadt gehörte damals zum Kreis Ratibor/Oberschlesien in Preußen.
Nach seiner Schulzeit in Hultschin besuchte Gillar die Präparandie, die 1867 gegründete Lehrer-Ausbildungsstätte in Pilchowitz bei Gleiwitz/Oberschlesien. Nach seinem Abschluss war er zunächst als Lehrer an der katholischen Knabenschule in Beuthen/Oberschlesien tätig. Dort heiratete er am 31. Januar 1881 Klara Susanne Maria Leischner. Das Ehepaar Gillar hatte sechs Kinder. 
Nach 15 Jahren Schuldienst übernahm er am 1. Dezember 1892 die Ämter des Chorrektors und des Organisten an der St.-Marien-Kirche in Beuthen. Darin war er Nachfolger seines Schwiegervaters Anton Leischner. Er übte die Ämter 32 Jahre lang, bis zu seiner Emeritur im Jahre 1924 aus.
Nach dem Tod seiner Frau Klara Leischner im Jahr 1931 zog der 76-jährige Richard Gillar nach Königsberg an der Eger in die Tschechoslowakei zurück. Später wechselte er von Königsberg nach Hultschin, seinem Geburtsort, der seit 1919 zur Tschechoslowakei gehörte. Dort starb der knapp 84-Jährige am 20. Januar 1939 und wurde auf dem Mater-Dolorosa-Friedhof in Beuthen neben seiner Frau und unweit seines Amtsvorgängers und Schwiegervaters Anton Leischner beerdigt.

## Kirchenmusikalisches Wirken

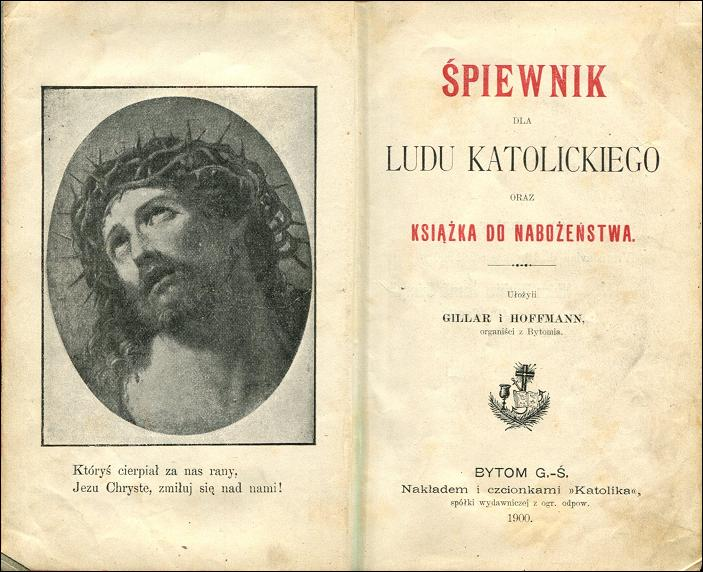
Titelseite des Gesangbuchs Śpiewnik dla ludu katolickiego (Ausgabe 1900)

Über den musikalischen Werdegang von Richard Gillar ist nichts bekannt. In Beuthen, wo er etwa ab 1880 lebte, muss er bereits früh Kontakte zur Kirchenmusik gehabt haben. Spätestens seit der Heirat hatte er auch direkten Kontakt zu Anton Leischner, dem Organisten von St. Marien. Bei seiner Berufung zum Organisten am 1. Dezember 1892 galt er bereits als erfahrener Kenner der Kirchenmusik, insbesondere auch des polnischen Liedgutes.
Richard Gillar war erst kurze Zeit im neuen Amt als Organist tätig, als Kollegen und kirchliche Amtsträger an ihn den Wunsch herantrugen, ein neues Liederbuch für die polnische Bevölkerung herauszugeben. Ein großer Teil der Bevölkerung Oberschlesiens war polnischsprachig. Für sie wurden auch in der Marienkirche in Beuthen polnische Gottesdienste gehalten, es fehlten aber aktuelle und passende Liederbücher. Das Gleiche galt auch für die Orgelbegleitung. Gillar folgte dem Wunsch.
Als Berater nahm er seinen Organistenkollegen Hoffmann von der Dreifaltigkeitskirche in Beuthen hinzu. Schon nach zwei Jahren erschien 1895 das erste Gesangbuch in polnischer Sprache Śpiewnik dla ludu katolickiego oraz książka do nabożeństwa („Gesangbuch für das katholische Volk und Buch für den Gottesdienst“). Es enthielt insgesamt 451 polnische Liedtexte mit entsprechendem Notensatz. Das Buch, das er persönlich vertrieb, war so erfolgreich, dass bereits 1897 eine zweite, erweiterte Auflage mit 568 Liedern folgte. Danach kamen noch weitere, jeweils vergrößerte Versionen heraus. Die letzte Ausgabe von 1908 enthielt 887 Texte. Parallel wurde eine Vielzahl von Auszügen für besondere Anlässe, Bearbeitungen für Blasinstrumente, andere für die Orgel und Ähnliches herausgegeben. Ein erstes Choralbuch, d. h. die Orgelbearbeitung der polnischen Lieder, ließ er 1903 in Leipzig bei Leuckert verlegen. 1905 folgte die deutsche Ausgabe des Choralbuches.
Gillar war von Hause aus deutschsprachig. Während und nach seiner Berufsausbildung lebte er als Lehrer im polnisch- und deutschsprachigen Oberschlesien. In dieser Zeit, beim ständigen Kontakt auch mit polnischsprachiger Bevölkerung, dürfte er auch Polnisch oder den schlesischen Dialekt Wasserpolnisch gelernt haben. Das war die Basis für sein Verständnis der polnischen Sprachmelodie. Die Detail-Bearbeitung der polnischen Liedtexte hat er aber entsprechenden Spezialisten überlassen. Einer davon war sein Organisten-Kollege Hoffmann. 
Mit großem Eifer widmete sich Gillar auch dem älteren Liedgut. Dabei glättete er die Texte, versah sie z. T. auch mit neuen Melodien und gab einzelnen Liedern gleich mehrere Melodien.
Das im November 1903 erschienene Motu Proprio von Papst Pius X. über die Kirchenmusik Tra le sollecitudini wirkte auf Gesangbücher und das Choralbuch von Gillar, da es – wie gefordert – etwa zwischen Liedern für den Hausgebrauch und solchen für den Gottesdienst unterscheidet. 1908 trat Gillar nochmals durch ein gemeinsam mit Thomas Cieplik, einem Aktiven der Beuthener Musikszene der Zeit, herausgegebenes, umfangreiches Choralbuch hervor.